# Saighton
Saighton är en ort i civil parish Aldford and Saighton, i distriktet Cheshire West and Chester, Storbritannien. Det ligger i grevskapet Cheshire och riksdelen England, i den södra delen av landet, 260 km nordväst om huvudstaden London.
Saighton var en civil parish 1866–2015 när blev den en del av den då nybildade Aldford and Saighton, förutom en del som numera ingår i Hargrave and Huxley. Civil parish hade 192 invånare år 2001. Byn nämndes i Domedagsboken (Domesday Book) år 1086, och kallades då Saltone.